# Port-Salut
Port-Salut är en kommun i Haiti. Den ligger i departementet Sud, i den sydvästra delen av landet, 170 km väster om huvudstaden Port-au-Prince.